# Герб Республики Гаити
Герб Гаити — официальный символ Республики Гаити, наряду с флагом, гимном, девизом (см. в описании) и национальными цветами (синий и красный). Эмблема известна с начала XIX века, в современном виде — с 1986 года.

## Описание
Согласно Конституции 1987 года, эмблема Гаити описывается так:
|                                  | Les armes de la République sont: le palmiste surmonté du bonnet de la liberté et ombrageant de ses palmes un trophée d’armes avec la légende: “L’UNION FAIT LA FORCE’’. |  | Герб Республики следующий: пальма, увенчанная шапкой свободы и укрывающая своими листьями трофеи, с надписью «В единстве — сила». |  |
| Конституция 1987 года, статья 3. | |  | |  |

На эмблеме Гаити изображены шесть сине-красных флагов Республики Гаити, по три с каждой стороны, которые расположены за пальмой и двумя пушками. Перед пушками находятся трофеи: барабан, горн, ружья, корабельные якоря и др. Знамёна и вымпелы символизируют независимость, якоря — надежду, а оружие — борьбу за свободу и независимость в прошлом и решимость сохранить ее в настоящем и будущем. Пальма увенчана фригийским колпаком, символизирующим свободу. Внизу эмблемы — лента с надписью. После свержения режима Дювалье чуть выше ленты появилась разорванная золотая цепь, как символ победы над диктатурой.
Следует отметить, что надпись на гербе не является национальным девизом. Согласно 4 статье Конституции, девиз Гаити — «Liberté — Egalité — Fraternité» (фр. «Свобода, Равенство, Братство»).

## История эмблемы

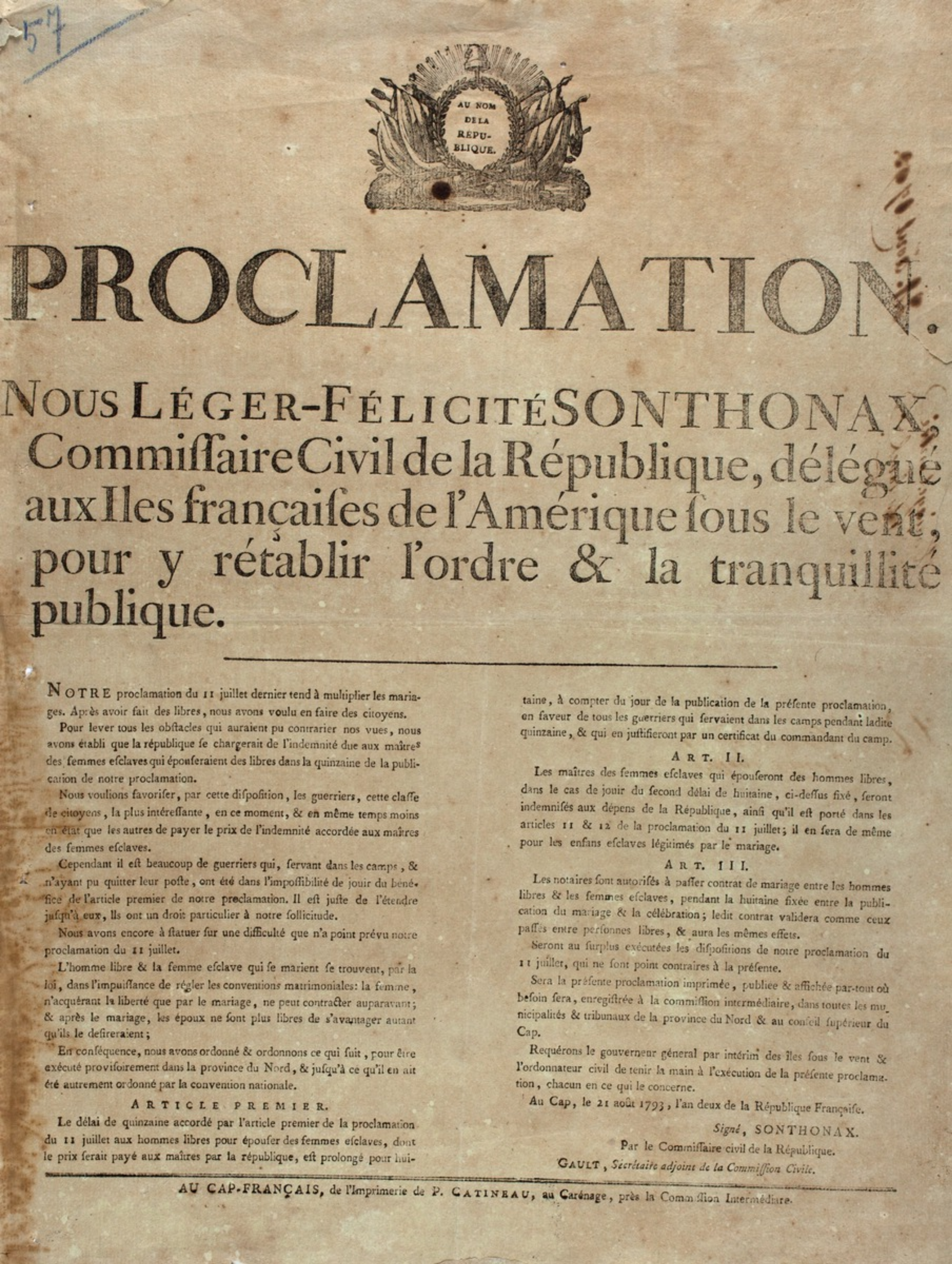
Прокламация гражданского комиссара Французской Республики Л.-Ф. Сонтона, отменяющая рабство на севере Гаити (1793). В верхней части — эмблематический рисунок, отчасти похожий на принятую позднее эмблему Гаити.

### Истоки эмблемы
Эмблема Гаити сформировалась под сильным влиянием государственных и национальных символов Франции того периода. На официальных бумагах Французской Республики в это время часто изображались эмблематические рисунки, большей частью или отдельными элементами совпадающие с позднейшей эмблемой Гаити. Например, она почти идентична изображению на фирменном бланке французского генерала Пьера Квантена, который был непосредственным начальником Жан-Жака Дессалина.

### Эмблема Республики Гаити (1807? — 1844? — 1849, 1859—1964, 1986 —н.в.)
Эмблема Гаити использовалась с начала XIX века, однако, в отличие от флага, не упоминалась в ранних конституциях государства. Об эмблеме можно судить, основываясь на изображениях на деньгах и официальных бумагах Гаити. Эмблема появилась в президентство Александра Петиона (1807—1818). Первый год его правления принято считать условной датой появления эмблемы. Однако существуют сведения, что она появилась еще при Десалине. Впервые официальное описание эмблемы было дано в Конституции 1843 года. Оно гласило.
|                                    | Les armes de la République sont la palmiste surmonté du bonnet de la liberté et orne d'un trophee d'armes avec la légende: “L’union fait la force". |  | Гербом Республики является пальма, увенчанная шапкой свободы и украшенная трофеями, с надписью "В единстве — сила". |  |
| Конституция 1843 года, статья 192. | |  | |  |

Следует отметить, что эмблема никогда не получала подробного описания, поэтому на протяжении истории отдельные ее элементы могли изменяться.

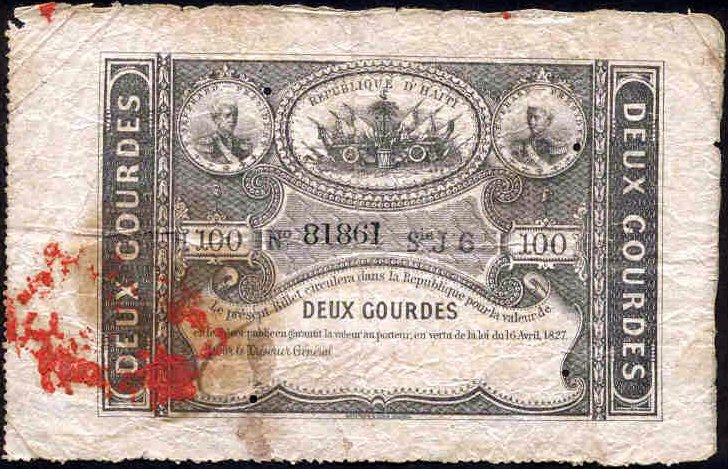
Односторонняя банкнота в 10 гурдов с изображением эмблемы Гаити (1827).
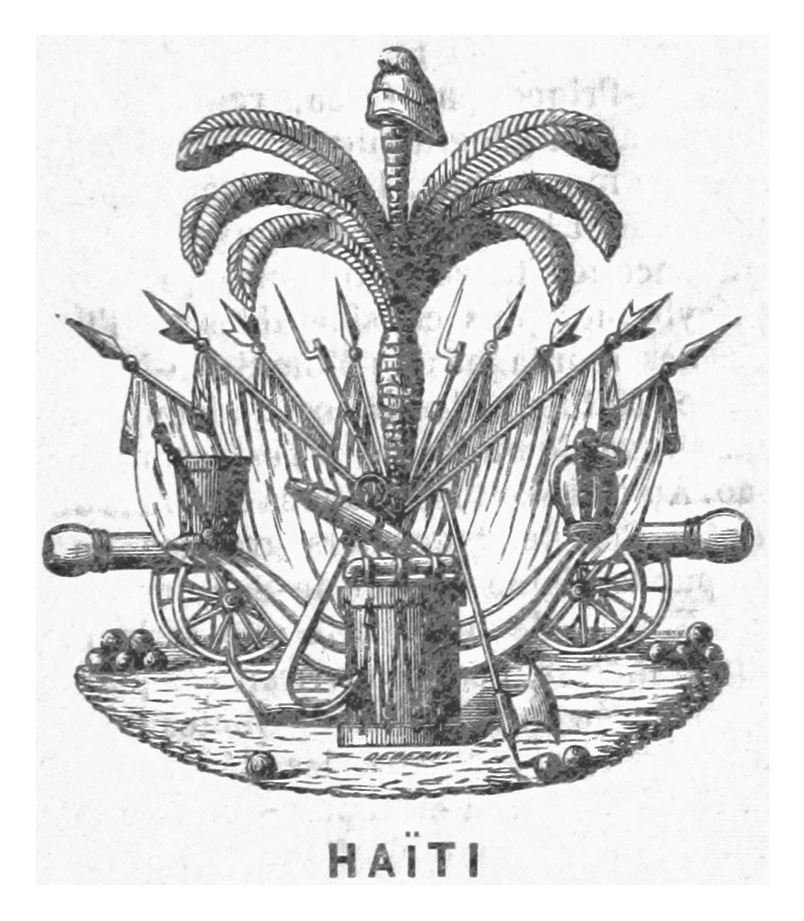
Эмблема Гаити из книги S. Rousier "Dictionnaire geographique et administratif universel d'Haiti illustre … ou guide general en Haiti" (1892).
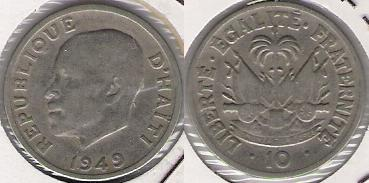
Монета в 10 сантимов с изображением эмблемы Гаити (1949).

## Другие гербы и эмблемы

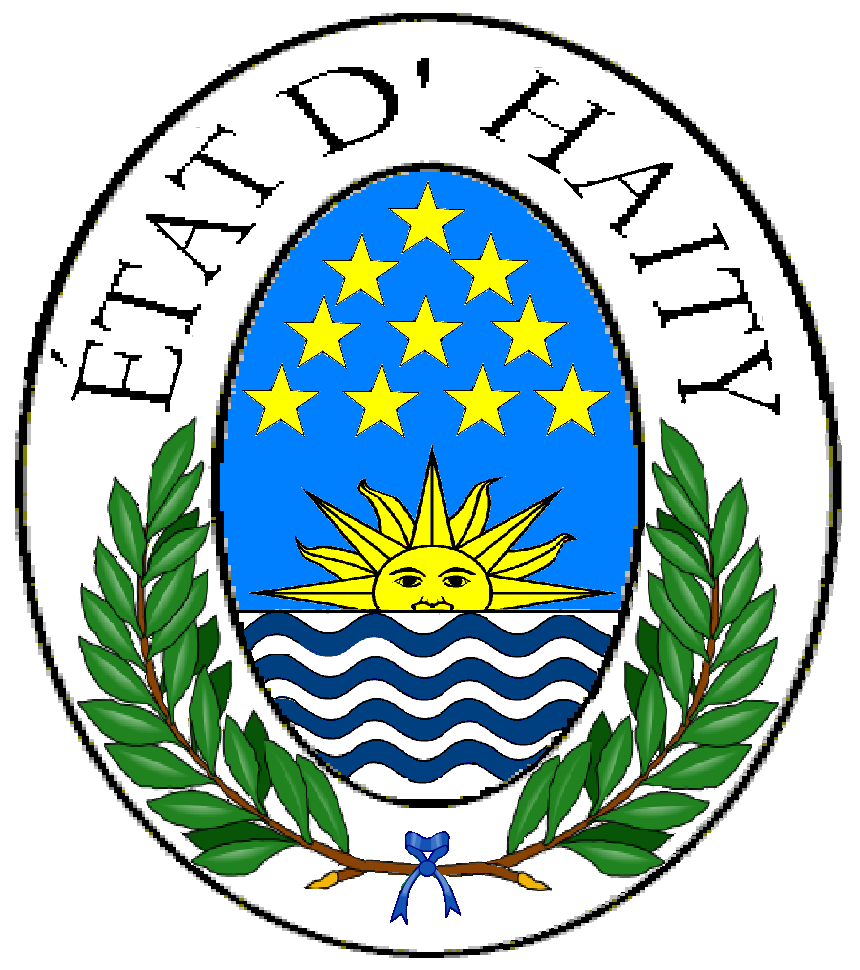
Государственная печать Государства Гаити, утверждённая в 1808 году (реконструкция).

Несмотря на то, что нынешняя эмблема является старейшим символом страны, на протяжении существования Гаити были периоды, когда она заменялась другой эмблемой или гербом.

### Печать и гербГосударства Гаити(1806—1811)
В начальный период существования Республики Гаити на севере острова существовало независимое государство во главе с Анри Кристофом. Сначала государство не имело герба, а на государственной печати и на монетах присутствовала монограмма «HC» («Henri Christophe»), увенчанная венком из дубовых ветвей и надписью «Liberas religio mores» (лат. «Свобода вероисповедания»). В 1808 году был принят новый герб — овал, внутри которого были изображены звезды и солнце с человеческим лицом, поднимающееся из моря. Также была изменена государственная печать: теперь она представляла овал, внутри которого был изображен герб, вверху шла надпись «Etat d’Haity» (фр. «Государство Гаити»), а внизу находились перекрещенные ветви лавра.

### ГербКоролевства Гаити(1811—1820)

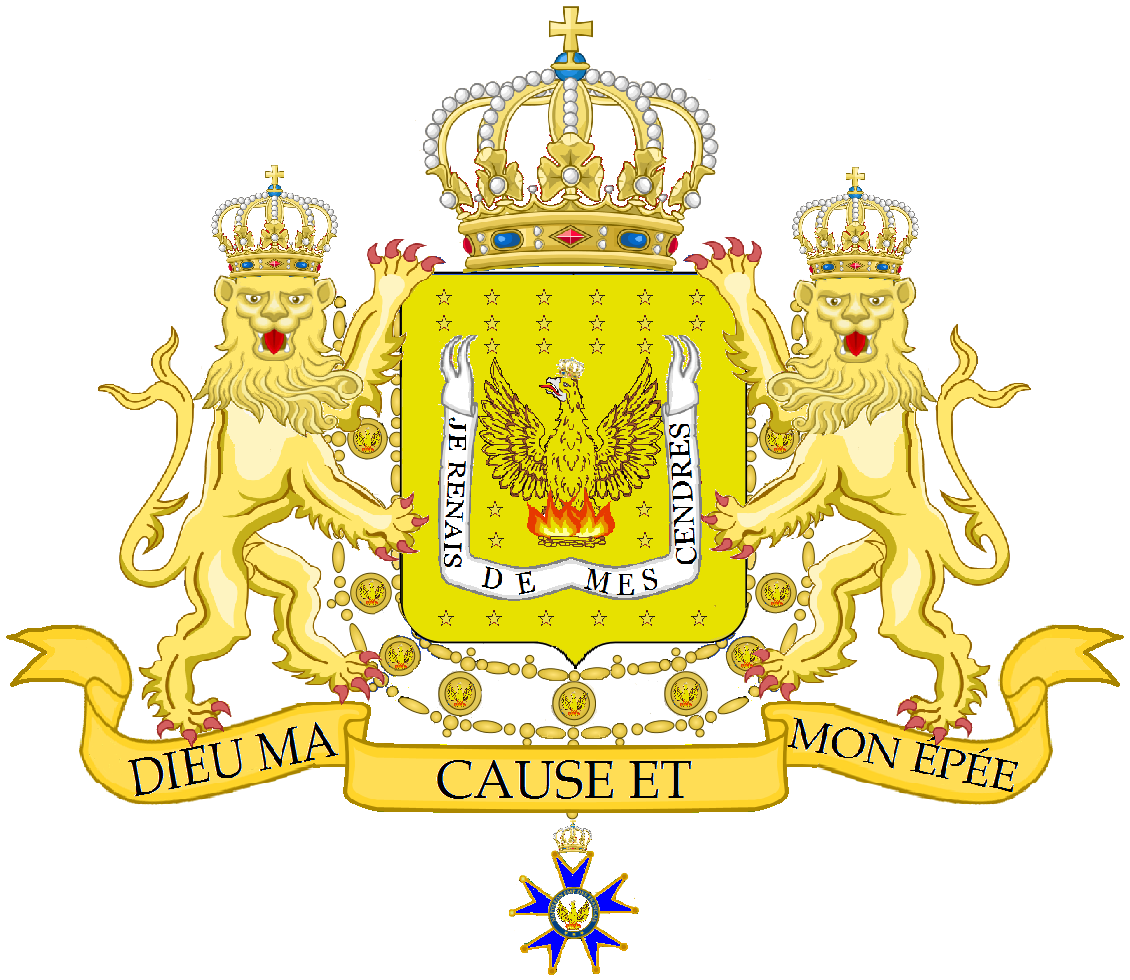
Большой герб Королевства Гаити.

В 1811 году А. Кристоф провозгласил себя королем Анри I, а северное Гаити — королевством. Указом от 1 апреля 1811 года Анри Кристоф принял новый герб: на голубом щите, усеянным золотыми звездами, изображен увенчанный золотой короной красный феникс. Вокруг щита присутствовал девиз — «Ex cineribus nascitur» (лат. «Восстаю из пепла»). Данный герб послужил основой принятых позднее малого, среднего и большого королевского гербов, однако не был окончательно упразднен, и, изменяясь в деталях, появлялся на монетах до конца существования королевства.
Большой герб Королевства Гаити: в гербовом французском щите на золотом (или синем, существовало два варианта) поле, усеянном пятиконечными звездами, изображался феникс, восстающий из пламени, сопровождаемый серебряной лентой с девизом «Je renais de mes cendres» (фр. «Я возрождаюсь из своего пепла»); щит украшала корона и орден св. Анри (создан королем 20 апреля 1811 года); под щитом была расположена лента с девизом «Dieu, ma cause et mon épée» (фр. «Бог, мое дело и мой меч»). Щитодержатели — два коронованых льва. Вероятно, это герб считался основным, во всяком случае, он печатался на части выпусков официальной газеты королевства «Gazette royale d’Hayti» и на титульном листе книги «Code Henry» (ежегодный официальный сборник законов и постановлений королевства).
В 1820 году преемник А. Кристофа, Жан-Пьер Буайе, воссоединил Гаити и положил конец существованию королевства.

### Эмблема 1844 года
В 1844 году сине-красный флаг на короткое время был заменен на старый черно-красный. Вполне возможно, что в это же время изменилась и эмблема — флаги на ней могли измениться соответственно с сине-красных на черно-красные.

Большой герб Второй Империи Гаити.

### ГербВторой Империи Гаити(1849—1859)

Реверс банкноты в 1 гурд с изображение эмблемы Гаити времен Дювалье (1979).

Когда в 1849 году президент Фостен Сулук провозгласил себя императором Фостеном I, он принял новый герб. Большой герб Империи Гаити имел следующую композицию: на фигурном гербовом щите изображены пальма, две пушки и (французский) имперский орел; щит был покрыт мантией и увенчан короной; герб украшал орден св. Фостена (создан императором 21 сентября 1849 года) и лента с девизом, который гласил «Dieu, ma patrie et mon épée» (фр. «Бог, моя страна и мой меч»). Щитодержатели — два льва. Сначала поле герба было золотым, но вскоре, видимо, после коронации, было изменено на голубое.

Император был вынужден покинуть страну в 1859 году, после чего была восстановлена старая государственная эмблема.

Эмблема Гаити при отце и сыне Дювалье.

### Эмблема Гаити времёнФ. ДювальеиЖ.-К. Дювалье(1964—1986)
21 июня 1964 года недавно пришедший к власти президент Ф. Дювалье восстановил черно-красный флаг, установленный Конституцией 1805 года. Эмблема также была изменена: сине-красные флаги были заменены на черно-красные; с верхушки пальмы был убран фригийский колпак. В 1986 году его сын Жан-Клод Дювалье был отстранен от власти, и сразу же была восстановлена старая эмблема, которая была официально закреплена в новой конституции, принятой на следующий год. Эта эмблема является официальным символом Республики Гаити до настоящего времени.